# Galerina harrisonii
Galerina harrisonii är en svampart som först beskrevs av Dennis, och fick sitt nu gällande namn av Bas & Vellinga 1986. Enligt Catalogue of Life ingår Galerina harrisonii i släktet Galerina,  och familjen Strophariaceae, men enligt Dyntaxa är tillhörigheten istället släktet Galerina,  och familjen buktryfflar. Arten är reproducerande i Sverige. Inga underarter finns listade i Catalogue of Life.